# Flyboard Air

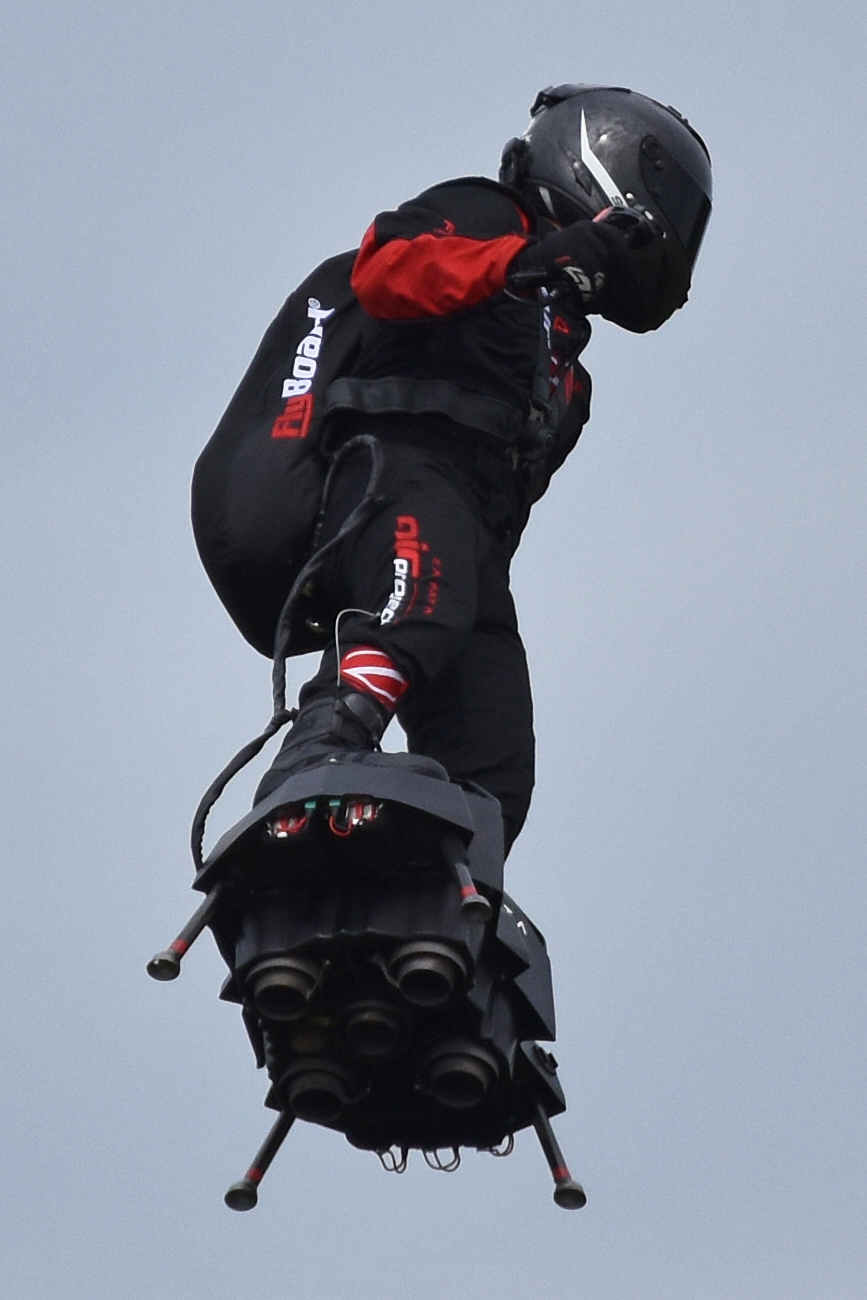
Flyboard Air

El Flyboard Air es una combinación entre una tabla flotante y un avión de reacción, se trata de una evolución del flyboard, un aparato propulsado por agua a presión controlado por un piloto entrenado. En este caso, es Flyboard Air ya no depende de un medio acuático ya que funciona con energía química y gas permitiendo a personas con un poco de entrenamiento pilotarlo por el cielo a una velocidad de hasta 200 km/h con 4 turbinas y 1000 CV en total. Su inventor es Franky Zapata, un excampeón del mundo de moto de agua que luego se dedicó a fabricar piezas para éstas. Con los años creó su propia compañía y desarrolló varios inventos que formaban parte de los sueños del imaginario colectivo como el jetpack, el ya mencionado hoverboard y, finalmente, los primeros prototipos del Flyboard Air salieron en 2016.
El Flyboard Air es una muestra de cómo la tecnología avanza inexorablemente y los aparatos que antes veíamos en el cine o en los libros poco a poco van ocupando nuestra realidad. A diferencia del jetpack, este nuevo aparato no es necesario llevarlo como una mochila sino que directamente nos debemos colocar en la imagen para dirigirlo. Debido a esto mucha gente siente inseguridad a la hora de pilotarlo y de momento sólo unas pocas personas lo han hecho en ocasiones especiales como competiciones o rodajes. 
Cuenta con 4 turbinas y, en caso de que una fallase, las otras 3 podrían compensar sin problemas la carencia. En caso de fallar dos de las turbinas el Flyboard Air descendería automáticamente hacia el suelo. Para mantener la estabilidad en el aire utiliza la misma técnica que un dron gracias a un ordenador que lleva integrado, que está conectado con un joystick que controla el piloto desde su mano. El combustible es transportado por el piloto en una especie de mochila amarrada a la espalda.
Se estima que puede llegar a volar hasta los 300 m de altitud. En cuanto a la duración de las turbinas en funcionamiento no es muy elevada, se ha demostrado que puede estar 6 minutos sin problemas y la predicción es que debería poder volar hasta 30 minutos.